# قرار مجلس الأمن التابع للأمم المتحدة رقم 1709
قرار مجلس الأمن التابع للأمم المتحدة رقم 1709، الذي اتخذ بالإجماع في 22 سبتمبر 2006، بعد أن ذكر بالقرارات السابقة بشأن الوضع في السودان، ولا سيما القرارات 1590 (2005)، 1627 (2005)، 1653 (2006)، 1653 (2006)، 1663 (2006 )، 1679 (2006) و1706 (2006)، مدد المجلس ولاية بعثة الأمم المتحدة في السودان لفترة حتى 8 أكتوبر 2006.

## تفاصيل
وأعرب المجلس عن قلقه إزاء القيود المفروضة على بعثة حفظ السلام التابعة لبعثة الأمم المتحدة في السودان وتأثير ذلك على قدرتها على أداء ولايتها بفعالية. علاوة على ذلك، أعرب عن قلقه إزاء تدهور الوضع الإنساني في دارفور، وجدد ضرورة إنهاء جميع أعمال العنف والفظائع في المنطقة.
وحرصًا على بقاء الوضع تهديدًا للسلم والأمن الدوليين، جدد المجلس ولاية بعثة الأمم المتحدة في السودان حتى 8 أكتوبر / تشرين الأول 2006، بنية التجديد مرة أخرى إذا لزم الأمر.

## روابط خارجية
- نص القرار في undocs.org